# Éringes
Éringes és un municipi francès, situat al departament de la Costa d'Or i a la regió de Borgonya - Franc Comtat. L'any 2007 tenia 66 habitants.

## Demografia

### Població
El 2007 la població de fet d'Éringes era de 66 persones. Hi havia 28 famílies, de les quals 8 eren unipersonals (8 homes vivint sols), 8 parelles sense fills i 12 parelles amb fills.
La població ha evolucionat segons el següent gràfic:
Habitants censats

### Habitatges
El 2007 hi havia 39 habitatges, 28 eren l'habitatge principal de la família, 8 eren segones residències i 3 estaven desocupats. Tots els 39 habitatges eren cases. Dels 28 habitatges principals, 23 estaven ocupats pels seus propietaris, 2 estaven llogats i ocupats pels llogaters i 3 estaven cedits a títol gratuït; 1 tenia una cambra, 1 en tenia dues, 5 en tenien tres, 4 en tenien quatre i 17 en tenien cinc o més. 22 habitatges disposaven pel capbaix d'una plaça de pàrquing. A 15 habitatges hi havia un automòbil i a 12 n'hi havia dos o més.

### Piràmide de població
La piràmide de població per edats i sexe el 2009 era:
| Homes | Edats   | Dones |
| ----- | ------- | ----- |
| 0     | 95 o +  | 0     |
| 0     | 90 a 94 | 0     |
| 0     | 85 a 89 | 0     |
| 0     | 80 a 84 | 0     |
| 0     | 75 a 79 | 0     |
| 4     | 70 a 74 | 0     |
| 4     | 65 a 69 | 12    |
| 4     | 60 a 64 | 0     |
| 0     | 55 a 59 | 0     |
| 4     | 50 a 54 | 4     |
| 0     | 45 a 49 | 0     |
| 0     | 40 a 44 | 0     |
| 4     | 35 a 39 | 4     |
| 8     | 30 a 34 | 8     |
| 4     | 25 a 29 | 0     |
| 0     | 20 a 24 | 4     |
| 0     | 15 a 19 | 0     |
| 0     | 10 a 14 | 8     |
| 0     | 5 a 9   | 0     |
| 4     | 0 a 4   | 0     |

## Economia
El 2007 la població en edat de treballar era de 42 persones, 29 eren actives i 13 eren inactives. De les 29 persones actives 27 estaven ocupades (17 homes i 10 dones) i 2 estaven aturades (1 home i 1 dona). De les 13 persones inactives 6 estaven jubilades, 4 estaven estudiant i 3 estaven classificades com a «altres inactius».
Activitats econòmiques
Dels 5 establiments que hi havia el 2007, 1 era d'una empresa de transport, 3 d'empreses de serveis i 1 d'una entitat de l'administració pública.
L'any 2000 a Éringes hi havia 6 explotacions agrícoles que ocupaven un total de 1.398 hectàrees.

## Poblacions més properes
El següent diagrama mostra les poblacions més properes.